# Menföre

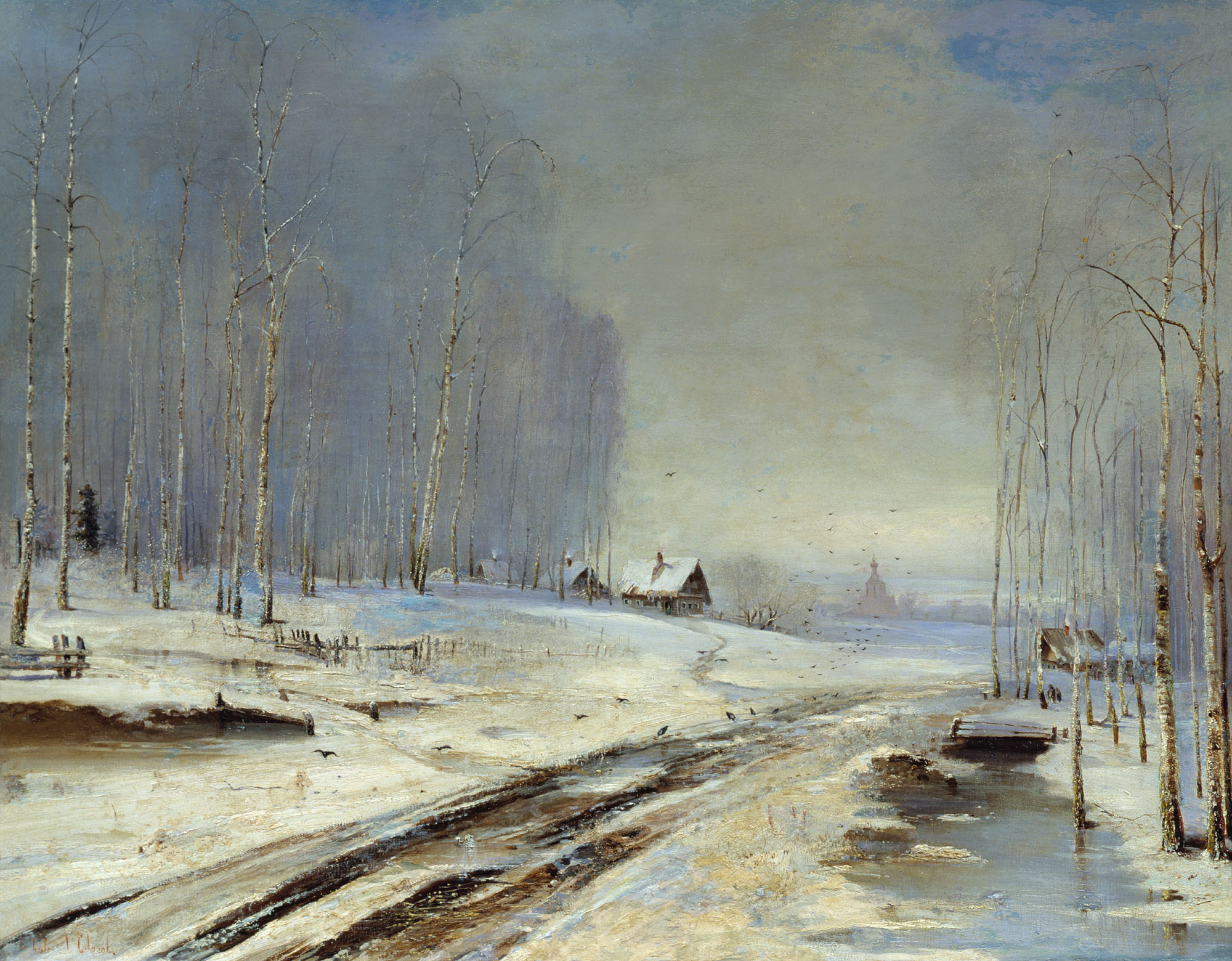
Rasputitsa, 1894, Aleksej Savrasov.

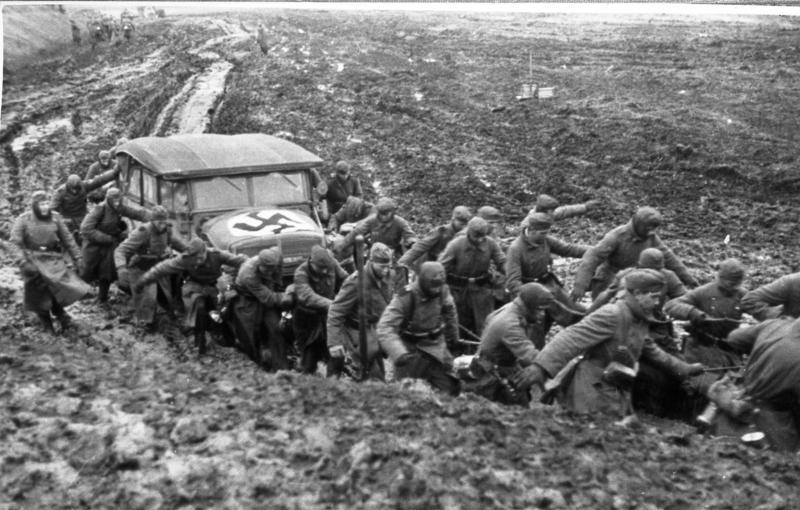
Soldater i Wehrmacht drar en bil genom en igenslammad väg.

Menföre är förhållanden under de årstider då transporter till lands eller till sjöss försvåras på grund av rådande snö- respektive isförhållanden. Det är i Norden mest använt om väglag vintertid, där tjälen är otillräcklig, medan det under namnet rasputitsa (ryska för 'tiden med dåliga vägar') är ett fruktat transporthinder i Ukraina och Ryssland under vår och höst. 

## Hantering
Menföresläde är en släde som används vid dåligt slädföre under menföretiden. Menföre avser även förhållanden då isen ”varken bär eller brister”, det vill säga inte håller för fotgängare eller fordon, men inte heller är svag nog för att man skall kunna använda båt.
För befolkningen på öar utan fast vägförbindelse påverkar menföre fortfarande livet i hög grad. Isgående förbindelsebåtar, hydrokoptrar, svävare och helikoptrar underlättar situationen, men sådana farkoster finns inte alltid tillgängliga och förbindelserna begränsas ofta i hög grad.
I Finland används de motsvarande finska orden kelirikko och rospuutto (efter ryskans rasputitsa) även ifråga om de skador som väta och köld förorsakar vägarna.

## Historisk betydelse
Genom historien har menföre ofta inverkat på krigföringen genom att vägar och terräng blivit svårframkomlig. I det antika Rom inleddes kalendern fram till år 153 f.Kr. med mars, en månad då det blev lättare att transportera arméer efter två månaders fuktigt vinterväder. Mars innebar även starten på jordbrukssäsongen, och vårdagjämningen har i vissa kulturer (som i den iranska) inneburit inledningen på det nya året.
I östra Europa har regnsäsongen på hösten och våren ofta inneburit stora svårigheter att hålla effektiviteten i anfall uppe. På 1200-talet räddades Novgorod undan en mongolisk invasion på grund av menföret. Napoleons stora armé fick stora svårigheter att ta sig genom Ryssland under hösten 1812, och under Operation Barbarossa avstannade den tyska framryckningen nästan helt under hösten 1941. Det var då Hitler fick en ny fiende – "General Lera". Under resten av kriget hindrades både tyska och ryska avancemang på östfronten närmast punktligen varje vår och höst.
Motsvarande problem drabbade den invaderande ryska armén våren 2022, när man försökte avancera i Ukraina. Inte minst påverkades invasionsstyrkorna i norr, där terrängen var mer kuperad och de långa pansarkolonnerna på obelagda lands- och skogsvägar bidrog till utsatta flanker.